# 西比尔·谢泼德
西比尔·谢泼德（英語：Cybill Shepherd，1950年2月18日—），女，美国演员。曾获得金球奖音乐喜剧类剧集最佳女主角。